# Carl Friedrich Lentner
Carl Friedrich Lentner, auch Karl Friedrich Lentner (* 4. Januar 1746 in Breslau; † 21. Mai 1776 in Brieg) war ein deutscher Arzt, Schriftsteller und Stadtphysicus von Brieg.

## Leben
Carl Friedrich Lentner war der Sohn des Professors und späteren Prorectors am Gymnasium St. Maria Magdalena Lentner und der Schwester des Arztes und Schriftstellers Balthasar Ludwig Tralles.
Lentner besuchte seit 1754 das Gymnasium St. Maria Magdalena und wuchs in Breslau in wohlsituierten Verhältnissen auf.
Körperlich kränklich, wandte er sich früh der Dichtkunst zu. Zudem erlernte er, neben den obligaten klassischen Altsprachen Griechisch und Latein, das Französische und Italienische.
Carl Friedrich Lentner studierte an der Universität Halle Medizin. Nach Abschluss der Studien und der Erlangung der Doktorwürde kehrte Lentner 1769 nach Breslau zurück, um eine Stelle als praktischer Arzt am Arbeitshaus zu Brieg anzutreten. 1775 wurde er Stadtphysikus in Brieg, wo er, 30-jährig, dem Fleckfieber erlag.
Bekannt wurde Lentner durch die Herausgabe der „Schlesische(n) Anthologie“ im Jahr 1773, die unter dem Titel „Schlesische Blumenlese“ mehrfach (zuerst 1777) nachgedruckt wurde und sich in der Art der Herausgabe an die sogenannte Zweite Schlesische Schule anlehnte.

## Werke (Auswahl)
- Schlesische Anthologie, Breßlau und Leipzig 1773 (ab 1777 unter dem Titel Schlesische Blumenlese veröffentlicht)[5]
- Kleine Gesänge zwo liebenswürdigen Schwestern gewidmet, Breßlau 1773
- Das Kränzl – eine Versammlung, Breßlau 1774[5]